# Gouvernement Zaev I
Pour les articles homonymes, voir Gouvernement Zaev.
République de Macédoine du Nord
Dimitriev II Spasovski
Le gouvernement Zaev I (en macédonien : Прва влада на Заев) est le gouvernement de la république de Macédoine du Nord du 31 mai 2017 au 3 janvier 2020, durant la neuvième législature de l'Assemblée.

## Historique du mandat
Dirigé par le nouveau président du gouvernement social-démocrate Zoran Zaev, précédemment maire de Stroumitsa, ce gouvernement est constitué et soutenu par une coalition entre l'Union sociale-démocrate de Macédoine (SDSM), l'Union démocratique pour l'intégration (BDI/DUI) et l'Alliance pour les Albanais (ASh/AA). Ensemble, ils disposent de 62 députés sur 120, soit 51,7 % des sièges de l'Assemblée.
Il est formé à la suite des élections législatives anticipées du 11 décembre 2016.
Il succède donc au second gouvernement transitoire du conservateur Emil Dimitriev, au pouvoir depuis janvier 2016, constitué et soutenu par une coalition entre l'Organisation révolutionnaire macédonienne intérieure - Parti démocratique pour l'Unité nationale macédonienne (VMRO-DPMNE), la SDSM et la BDI/DUI.
Au cours du scrutin, la VMRO-DPMNE confirme sa position de premier parti de Macédoine, devant la SDSM, mais aucun des deux n'atteint la majorité absolue des sièges. Le 9 janvier 2017, le président de la République confie à Nikola Gruevski, président de la VMRO-DPMNE et ancien président du gouvernement, la mission de former un nouveau gouvernement. Il échoue et rend son mandat à l'expiration de celui-ci, le 30 janvier.
Le chef de l'État donne alors cette mission à Zoran Zaev le 17 mai 2017, après avoir longtemps refusé cette option. Ce dernier parvient à constituer une majorité parlementaire en s'associant au parti majoritaire des Albanais de Macédoine. Il remporte le vote de confiance de l'Assemblée le 31 mai suivant.

## Composition

### Initiale (31 mai 2017)
| Portefeuille                                                                               | Titulaire | Titulaire           | Parti   |
| ------------------------------------------------------------------------------------------ | --------- | ------------------- | ------- |
| Président du gouvernement                                                                  |           | Zoran Zaev          | SDSM    |
| Vice-président du gouvernement Ministre de la Défense                                      |           | Radmila Šekerinska  | SDSM    |
| Vice-président du gouvernement Ministre de l'Intérieur                                     |           | Oliver Spasovski    | SDSM    |
| Vice-président du gouvernement Chargé des Affaires économiques                             |           | Kočo Angjushev      | Sans    |
| Vice-président du gouvernement Chargé de l'Intégration européenne                          |           | Bujar Osmani        | BDI/DUI |
| Vice-président du gouvernement Chargé des Relations interethniques et du Système politique |           | Hazbi Lika          | BDI/DUI |
| Ministre des Affaires étrangères                                                           |           | Nikola Dimitrov     | Sans    |
| Ministre des Finances                                                                      |           | Dragan Tevdovski    | SDSM    |
| Ministre de la Justice                                                                     |           | Bulent Salihu       | BDI/DUI |
| Ministre des Transports et des Communications                                              |           | Goran Sugarevski    | SDSM    |
| Ministre de l'Économie                                                                     |           | Kreshnik Bekteshi   | BDI/DUI |
| Ministre de l'Agriculture, des Forêts et des Eaux                                          |           | Ljupco Nikolovski   | SDSM    |
| Ministre de la Santé                                                                       |           | Arben Taravari      | ASh/AA  |
| Ministre de l'Éducation et de la Science                                                   |           | Renata Deskoska     | SDSM    |
| Ministre de la Société de l'information et de l'Administration                             |           | Damjan Mancevski    | SDSM    |
| Ministre des Affaires locales                                                              |           | Sjuhejl Fazliy      | ASh/AA  |
| Ministre de la Culture                                                                     |           | Robert Alagjozovski | SDSM    |
| Ministre du Travail et de la Politique sociale                                             |           | Mila Carovska       | SDSM    |
| Ministre de l'Environnement et de l'Aménagement du territoire                              |           | Sadula Duraku       | BDI/DUI |

### Remaniement du4 juin 2018
| Portefeuille                                                                               | Titulaire | Titulaire          | Parti   |
| ------------------------------------------------------------------------------------------ | --------- | ------------------ | ------- |
| Président du gouvernement                                                                  |           | Zoran Zaev         | SDSM    |
| Vice-président du gouvernement Ministre de la Défense                                      |           | Radmila Šekerinska | SDSM    |
| Vice-président du gouvernement Ministre de l'Intérieur                                     |           | Oliver Spasovski   | SDSM    |
| Vice-président du gouvernement Chargé des Affaires économiques                             |           | Kočo Angjushev     | Sans    |
| Vice-président du gouvernement Chargé de l'Intégration européenne                          |           | Bujar Osmani       | BDI/DUI |
| Vice-président du gouvernement Chargé des Relations interethniques et du Système politique |           | Hazbi Lika         | BDI/DUI |
| Ministre des Affaires étrangères                                                           |           | Nikola Dimitrov    | Sans    |
| Ministre des Finances                                                                      |           | Dragan Tevdovski   | SDSM    |
| Ministre de la Justice                                                                     |           | Renata Deskoska    | SDSM    |
| Ministre des Transports et des Communications                                              |           | Goran Sugarevski   | SDSM    |
| Ministre de l'Économie                                                                     |           | Kreshnik Bekteshi  | BDI/DUI |
| Ministre de l'Agriculture, des Forêts et des Eaux                                          |           | Ljupco Nikolovski  | SDSM    |
| Ministre de la Santé                                                                       |           | Arben Taravari     | ASh/AA  |
| Ministre de l'Éducation et de la Science                                                   |           | Arbër Ademi        | BDI/DUI |
| Ministre de la Société de l'information et de l'Administration                             |           | Damjan Mancevski   | SDSM    |
| Ministre des Affaires locales                                                              |           | Sjuhejl Fazliy     | ASh/AA  |
| Ministre de la Culture                                                                     |           | Asaf Ademi         | SDSM    |
| Ministre du Travail et de la Politique sociale                                             |           | Mila Carovska      | SDSM    |
| Ministre de l'Environnement et de l'Aménagement du territoire                              |           | Sadula Duraku      | BDI/DUI |

### Remaniement du26 juin 2019
| Portefeuille                                                                               | Titulaire | Titulaire                                              | Parti   |
| ------------------------------------------------------------------------------------------ | --------- | ------------------------------------------------------ | ------- |
| Président du gouvernement                                                                  |           | Zoran Zaev                                             | SDSM    |
| Vice-président du gouvernement Ministre de la Défense                                      |           | Radmila Šekerinska                                     | SDSM    |
| Vice-président du gouvernement Ministre de l'Intérieur                                     |           | Oliver Spasovski                                       | SDSM    |
| Vice-président du gouvernement Chargé des Affaires économiques                             |           | Kočo Angjushev                                         | Sans    |
| Vice-président du gouvernement Chargé de l'Intégration européenne                          |           | Bujar Osmani                                           | BDI/DUI |
| Vice-président du gouvernement Chargé des Relations interethniques et du Système politique |           | Sadula Duraku                                          | BDI/DUI |
| Ministre des Affaires étrangères                                                           |           | Nikola Dimitrov                                        | Sans    |
| Ministre des Finances                                                                      |           | Dragan Tevdovski (jusqu'au 27/06/2019) Zoran Zaev a.i. | SDSM    |
| Ministre de la Justice                                                                     |           | Renata Deskoska                                        | SDSM    |
| Ministre des Transports et des Communications                                              |           | Goran Sugarevski                                       | SDSM    |
| Ministre de l'Économie                                                                     |           | Kreshnik Bekteshi                                      | BDI/DUI |
| Ministre de l'Agriculture, des Forêts et des Eaux                                          |           | Trajan Dimkovski                                       | SDSM    |
| Ministre de la Santé                                                                       |           | Arben Taravari                                         | ASh/AA  |
| Ministre de l'Éducation et de la Science                                                   |           | Arbër Ademi                                            | BDI/DUI |
| Ministre de la Société de l'information et de l'Administration                             |           | Damjan Mancevski                                       | SDSM    |
| Ministre des Affaires locales                                                              |           | Goran Milevski                                         | LDP     |
| Ministre de la Culture                                                                     |           | Hisni Ismaili                                          | Sans    |
| Ministre du Travail et de la Politique sociale                                             |           | Mila Carovska                                          | SDSM    |
| Ministre de l'Environnement et de l'Aménagement du territoire                              |           | Naser Nuredini                                         | Sans    |